# Экс-ан-Прованс (округ)
Экс-ан-Прованс (фр. Aix-en-Provence) — округ (фр. Arrondissement) во Франции, один из округов в регионе Прованс-Альпы-Лазурный берег. Департамент округа — Буш-дю-Рон. Супрефектура — Экс-ан-Прованс.
Население округа на 2006 год составляло 410 356 человек. Плотность населения составляет 268 чел./км². Площадь округа составляет всего 1532 км².